# Scampi

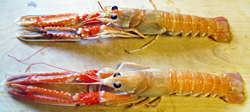
Scampi haben schmale Scheren

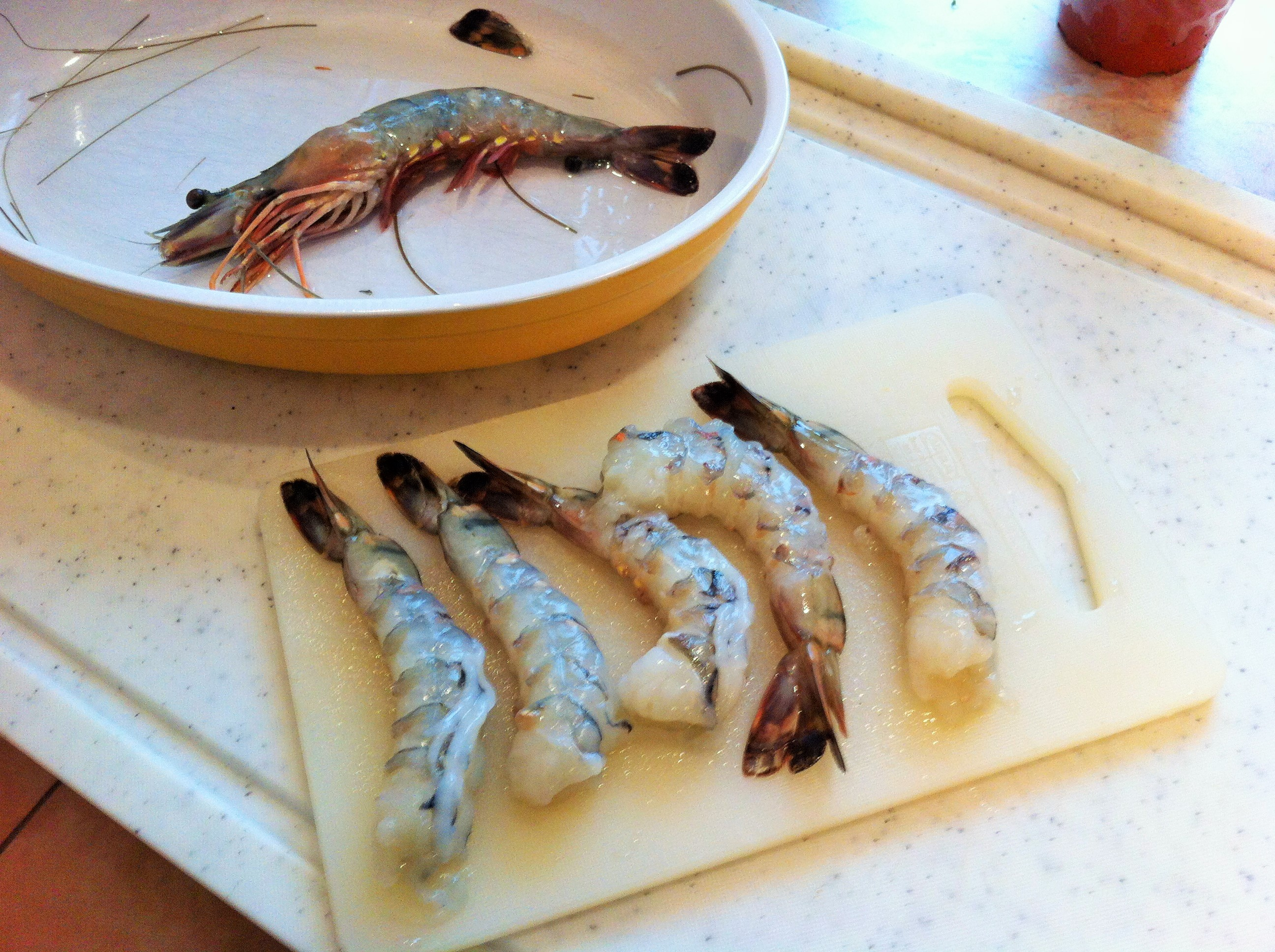
Zum Vergleich: Riesengarnelen haben keine Scheren, ihre Schwänze sind oben breiter

Als Scampi [ˈskampi] (ital. Plural von Scampo) werden in Italien und anderen Mittelmeerländern Kaisergranate (Nephrops norvegicus) bezeichnet. Die Bezeichnung hat sich vor allem in der Küchensprache durchgesetzt und ist heute international gebräuchlich. Scampi sind den Hummern sehr ähnlich, sind jedoch kleiner (bis 24 cm lang) und ihre schmalen Scheren sind wenig fleischig.
Laut deutschem Lebensmittelrecht dürfen nur die Art Nephrops norvegicus und die Arten der Gattung Metanephrops als Scampi verkauft werden. In der Gastronomie werden wettbewerbswidrig anstelle der eher hummerähnlichen und wie diese am Meeresboden lebenden echten Scampi oft verschiedene Garnelen als „Scampi“ angeboten.

## Vergleich Kaisergranat mit Riesengarnele
Offensichtlicher Unterschied der (ungeschälten) Tiere sind die Scheren, während die Garnelen Fühler haben. 
Das Schwanzfleisch des Kaisergranats ist mitunter nicht einfach von dem der Riesengarnele zu unterscheiden. Die Schwanzglieder der Kaisergranate sind hart und haben eine helle, blasse Farbe, während die Schwanzglieder der Riesengarnele eine dunkle graue Farbe haben und erst bei Hitze rot und weich werden. Das Schwanzfleisch der Kaisergranate ist von feinem Geschmack mit zarter bis weicher Konsistenz, während das Fleisch der Riesengarnele sehr bissfest ist. Der aufgeschnittene Schwanz der Scampi hat einen runden Durchmesser, der einer Riesengarnele ist oval und oben breiter. Der Handelswert der Kaisergranate ist höher.

## Zubereitung
Verwendet wird hauptsächlich das Schwanzfleisch, es wird wie beim Hummer verarbeitet. Die Schweifchen der frischen Scampi werden ausgebrochen, der Darm herausgezogen, der Rest dann gebacken und gebraten, zum Grillen wird nur das Fleisch des unteren Schalenpanzers ausgelöst. Vor dem Panieren/Mehlieren werden die vorbereiteten Scampi zuerst am Rücken eingeschnitten.